# Prix British Science Fiction de la meilleure fiction courte
Les prix British Science Fiction sont attribués chaque année pour les œuvres publiées pendant l'année calendaire précédente.
La catégorie de la meilleure fiction courte récompense des nouvelles ou romans courts de fantasy et de science-fiction. Depuis 2023, la catégorie a été scindée en deux avec la création du prix British Science Fiction de la meilleure fiction plus courte qui récompense les fictions comptant moins de 40 000 mots ; la catégorie de la meilleure fiction courte étant dorénavant dédiée aux fictions comptant moins de 10 000 mots.

## Palmarès
Les gagnants sont cités en premier, suivis par les autres œuvres nommées.

### Années 1970

#### 1979
Et j’erre solitaire et pâle (Palely Loitering) par Christopher Priest
- Camps (Camps) par Jack Dann
- Crossing into Cambodia par Michael Moorcock
- Prose Bowl par Barry N. Malzberg et Bill Pronzini
- Sex Pirates of the Blood Asteroid par David Langford

### Années 1980
| Sommaire : | - Haut - 1980 - 1981 - 1982 - 1983 - 1984 - 1985 - 1986 - 1987 - 1988 - 1989 |

#### 1980
Le Brave Petit Grille-pain (The Brave Little Toaster) par Thomas M. Disch
- Le Cas Rautavaara (Rautavaara's Case) par Philip K. Dick
- The Ink Imp par R. M. Lamming (en)
- Les Êtres Magnifiques (The Lordly Ones) par Keith Roberts
- The Web of the Magi par Richard Cowper
- La Convention mondiale de science-fiction de 2080 (The World Science Fiction Convention of 2080) par Ian Watson

#### 1981
La Forêt des Mythagos (Mythago Wood) par Robert Holdstock
- A Cage for Death par Ian Watson
- The Checkout par Keith Roberts
- The Killing Thought par Edward F. Shaver
- Treading the Maze par Lisa Tuttle

#### 1982
Kitemaster par Keith Roberts
- Mythes d'un futur proche (Myths of the Near Future) par J. G. Ballard
- Overture for 'A Midsummer Night's Dream' par Angela Carter
- The Dissemblers par Garry Kilworth
- The Third Test par Andrew Weiner

#### 1983
Images rémanentes (After-Images) par Malcolm Edwards
- Calling All Gumdrops par John Sladek
- Nouveauté (Novelty) par John Crowley
- The Flash! Kid par Scott Bradfield
- Le Facteur tithonien (The Tithonian Factor) par Richard Cowper

#### 1984
Le Pays invaincu. Histoire d'une vie (The Unconquered Country) par Geoff Ryman
- Spiral Sands par Garry Kilworth
- L'Homme qui peignit le dragon Griaule (The Man Who Painted the Dragon Griaule) par Lucius Shepard
- The Object of the Attack par J. G. Ballard
- Unmistakably the Finest par Scott Bradfield

#### 1985
Cube Root par David Langford
- A Young Man's Journey to Viriconium par M. John Harrison
- Kitemistress par Keith Roberts
- O Happy Day! par Geoff Ryman
- The People on the Precipice par Ian Watson

#### 1986
Kaeti and the Hangman par Keith Roberts
- And He Not Busy Being Born ... par Brian Stableford
- Jingling Geordie's Hole par Ian Watson
- Le Marché d'hiver (The Winter Market) par William Gibson

#### 1987
Love Sickness par Geoff Ryman

#### 1988
Cauchemar au pays des jouets (Dark Night in Toyland) par Bob Shaw

#### 1989
In Translation par Lisa Tuttle
- Gardenias par Ian McDonald
- Once Upon a Time in the Park par Ian Lee
- The Bridge par Christopher Evans
- The Knot Garden par Mary Gentle
- Tommy Atkins par Barrington J. Bayley

### Années 1990
| Sommaire : | - Haut - 1990 - 1991 - 1992 - 1993 - 1994 - 1995 - 1996 - 1997 - 1998 - 1999 |

#### 1990
Le Retour du docteur Shade (The Original Doctor Shade) par Kim Newman
- Axiomatique (Axiomatic) par Greg Egan
- En apprenant à être moi (Learning to Be Me) par Greg Egan
- The Death of Cassandra Quebec par Eric Brown
- The Pharagean Effect par Eric Brown
- Winning par Ian McDonald

#### 1991
Mauvais Timing (Bad Timing) par Molly Brown
- Baby Brain (Appropriate Love) par Greg Egan
- Colour par Michael Moorcock
- Crossroads par Paul J. McAuley
- Floating Dogs par Ian McDonald
- In the Air par Eugene Byrne (en) et Kim Newman
- Nothing Special par Colin Greenland

#### 1992
Innocents par Ian McDonald
- Priest of Hands par Storm Constantine
- Reification Highway par Greg Egan
- Returning par Ian R. MacLeod
- The Coming of Vertumnus par Ian Watson
- The Sculptor par Garry Kilworth

#### 1993
L'Arbre aux épines (The Ragthorn) par Robert Holdstock et Garry Kilworth
- Irene's Song par Astrid Julian
- No Better Than Anyone Else par Molly Brown
- Spare Capacity par Peter F. Hamilton
- The Welfare Man par Chris Beckett
- Touching Fire par Nicola Griffith

#### 1994
The Double Felix par Paul Di Filippo
- Asylum par Katharine Kerr
- Les Fleurs du mal (Les Fleurs du Mal) par Brian Stableford
- Mud Puppy Goes Uptown par Paul Di Filippo
- Sharp Tang par John Meaney (en)

#### 1995
The Hunger and Ecstasy of Vampires par Brian Stableford
- Bagged 'n' Tagged par Eugene Byrne (en)
- Frooks par Ian McDonald
- Monsieur Volition (Mister Volition) par Greg Egan
- Les Tournesols (Sunflowers) par Kathleen Ann Goonan
- Les Hommes-Fourmis du Tibet (The Ant-Men of Tibet) par Stephen Baxter
- Warmth par Geoff Ryman

#### 1996
A Crab Must Try par Barrington J. Bayley
- Community Service par Molly Brown
- Eat or Be Eaten: A Love Story par Mary A. Turzillo (en)
- The Dying Fall par J. G. Ballard
- The East par M. John Harrison

#### 1997
War Birds par Stephen Baxter
- Last Day of the Carnival: 36 Exposures par Paul Kincaid (en)
- The Emperor's New Reality par Pat Cadigan
- The First Man Not to Walk on the Moon par Richard Kadrey
- ThiGMOO par Eugene Byrne (en)

#### 1998
La Cenerentola par Gwyneth Jones
- Shift Change par Timons Esaias
- The Day Before They Came par Mary Soon Lee (en)
- The First Annual Performance Arts Festival at the Slaughter Rock Battlefield par Thomas M. Disch
- Vulpheous par Eric Brown

#### 1999
Hunting the Slarque par Eric Brown
- Gorillagram par Tony Ballantyne (en)
- Malignos par Richard Calder (en)
- The Lady Macbeth Blues par Stephen Dedman (en)
- White Dog par Maya Kaathryn Bohnhoff (en)

### Années 2000
| Sommaire : | - Haut - 2000 - 2001 - 2002 - 2003 - 2004 - 2005 - 2006 - 2007 - 2008 - 2009 |

#### 2000
The Suspect Genome par Peter F. Hamilton
- Adventures in the Ghost Trade par Liz Williams
- Destiny on Tartarus par Eric Brown
- La Vampiresse par Tanith Lee
- Singing Each to Each par Paul Di Filippo

#### 2001
The Children of Winter par Eric Brown
- First to the Moon! par Stephen Baxter et Simon Bradshaw
- Isabel des feuilles mortes (Isabel of the Fall) par Ian R. MacLeod
- Myxomatosis par Simon Ings (en)
- Under the Saffron Tree par Cherith Baldry
- Wind Angels par Leigh Kennedy

#### 2002
Coraline (Coraline) par Neil Gaiman
- Five British Dinosaurs par Michael Swanwick
- If Lions Could Speak: Imagining the Alien par Paul Park
- Router par Charles Stross
- Singleton (Singleton) par Greg Egan
- Voice of Steel par Sean McMullen

#### 2003
Des loups dans les murs (The Wolves in the Walls) par Neil Gaiman
- Birth Days par Geoff Ryman
- Dear Abbey par Terry Bisson
- Entangled Eyes Are Smiling par John Meaney (en)
- Nightfall par Charles Stross

#### 2004
Mayflower II par Stephen Baxter
- Delhi (Delhi) par Vandana Singh
- Point of No Return par Jon Courtenay Grimwood
- Le Sac à main féerique (The Faery Handbag) par Kelly Link
- The Wolf-Man of Alcatraz par Howard Waldrop

#### 2005
Magie pour débutants (Magic for Beginners) par Kelly Link
- Bears Discover Smut par Michael Bishop
- Bird Songs at Eventide par Nina Allan
- Guadalupe and Hieronymus Bosch par Rudy Rucker
- Les Robots (I, Robot) par Cory Doctorow
- Imagine par Edward Morris
- Douce Apocalypse (Soft Apocalypse) par Will McIntosh
- Two Dreams on Trains par Elizabeth Bear

#### 2006
L'Épouse du djinn (The Djinn's Wife) par Ian McDonald
- Signal to Noise par Alastair Reynolds
- Sounding par Elizabeth Bear
- The Highway Men par Ken MacLeod
- La Maison derrière le ciel (The House Beyond Your Sky) par Benjamin Rosenbaum (en)
- The Point of Roses par Margo Lanagan

#### 2007
Lighting Out par Ken MacLeod
- Terminal par Chaz Brenchley (en)
- The Gift of Joy par Ian Whates (en)
- Le Marchand et la Porte de l'alchimiste (The Merchant and the Alchemist's Gate) par Ted Chiang
- The Sledge-Maker's Daughter par Alastair Reynolds

#### 2008
Expiration (Exhalation) par Ted Chiang
- Nuits cristallines (Crystal Nights) par Greg Egan
- Evidence of Love in a Case of Abandonment: One Daughter's Personal Account par M. Rickert
- Little Lost Robot par Paul McAuley

#### 2009
The Beloved Time of Their Lives par Roberto Quaglia et Ian Watson
- Johnny and Emmie-Lou Get Married par Kim Lakin-Smith
- Masques (Sinner, Baker, Fabulist, Priest; Red Mask, Black Mask, Gentleman, Beast) par Eugie Foster
- The Assistant par Ian Whates (en)
- The Push par Dave Hutchinson
- Vishnu au cirque de chats (Vishnu at the Cat Circus) par Ian McDonald

### Années 2010
| Sommaire : | - Haut - 2010 - 2011 - 2012 - 2013 - 2014 - 2015 - 2016 - 2017 - 2018 - 2019 |

#### 2010
The Shipmaker par Aliette de Bodard
- Arrhythmia par Neil Williamson
- À l'assaut du ciel (Flying in the Face of God) par Nina Allan
- La Chose (The Things) par Peter Watts

#### 2011
The Copenhagen Interpretation par Paul Cornell
- Afterbirth par Kameron Hurley
- Covehithe par China Miéville
- Of Dawn par Al Robertson
- Le Vent d'argent (The Silver Wind) par Nina Allan

#### 2012
Adrift on the Sea of Rains par Ian Sales (en)
- Immersion (Immersion) par Aliette de Bodard
- Limited Edition par Tim Maughan
- Song of the Body Cartographer par Rochita Loenen-Ruiz
- The Flight of the Ravens par Chris Butler
- Three Moments of an Explosion par China Miéville

#### 2013
Spin (Spin) par Nina Allan
- Boat in Shadows, Crossing par Tori Truslow
- Saga's Children par E. J. Swift
- Les histoires de selkies sont pour les losers (Selkie Stories Are for Losers) par Sofia Samatar

#### 2014
The Honey Trap par Ruth E. Booth
- Scale-Bright par Benjanun Sriduangkaew
- The Mussel Eater par Octavia Cade

#### 2015
Trois tasses de deuil sous les étoiles (Three Cups of Grief, by Starlight) par Aliette de Bodard
- Binti (Binti) par Nnedi Okorafor
- No Rez par Jeff Noon
- Ride the Blue Horse par Gareth L. Powell
- Witches of Lychford par Paul Cornell

#### 2016
Liberty Bird par Jaine Fenn (en)
- Presence par Helen Oyeyemi
- Taking Flight par Una McCormack (en)
- Expiation (The Apologists) par Tade Thompson
- The Arrival of Missives par Aliya Whiteley (en)
- The End of Hope Street par Malcolm Devlin

#### 2017
The Enclave par Anne Charnock (en)
- Angular Size par Geoff Nelder (en)
- Les Meurtres de Molly Southbourne (The Murders of Molly Southbourne) par Tade Thompson
- These Constellations Will Be Yours par Elaine Cuyegkeng
- La Vallée de l'étrange (Uncanny Valley) par Greg Egan

#### 2018
Le temps fut (Time Was) par Ian McDonald
- Stratégie de sortie (Exit Strategy) par Martha Wells
- Kingfisher par Marian Womack
- Phosphorus par Liz Williams
- The Gift of Angels: An introduction par Nina Allan
- The Land of Somewhere Safe par Hal Duncan
- The Purpose of the Dodo Is to Be Extinct par Malcolm Devlin

#### 2019
Les Oiseaux du temps (This is How You Lose the Time War) par Amal El-Mohtar et Max Gladstone
- For Your Own Good par Ian Whates (en)
- Jolene par Fiona Moore (en)
- Ragged Alice par Gareth L. Powell
- La Survie de Molly Southbourne (The Survival of Molly Southbourne) par Tade Thompson
- Apprendre, si par bonheur (To Be Taught, If Fortunate) par Becky Chambers

### Années 2020
| Sommaire : | - Haut - 2020 - 2021 - 2022 - 2023 - 2024 |

#### 2020
Infinite Tea in the Demara Café par Ida Keogh
- All I Asked For par Anne Charnock (en)
- Ife-Iyoku, the Tale of Imadeyunuagbon par Oghenechovwe Donald Ekpeki (en)
- Isn't Your Daughter Such a Doll par Tobi Ogundiran
- Ivory's Story par Eugen Bacon (en)
- Red_Bati par Dilman Dila (en)

#### 2021
Fireheart Tiger par Aliette de Bodard
- Light Chaser par Peter F. Hamilton et Gareth L. Powell
- O2 Arena par Oghenechovwe Donald Ekpeki (en)
- Things Can Only Get Better par Fiona Moore (en)

#### 2022
Of Charms, Ghosts and Grievances par Aliette de Bodard
- Seller’s Remorse par Rick Danforth
- Luca par Or Luca
- Ogres par Adrian Tchaikovsky
- A Moment of Zugzwang par Neil Williiamson

#### 2023
How to Raise a Kraken in Your Bathtub par P. Djèlí Clark
- Copper par Jendia Gammon
- The Spoil Heap par Fiona Moore (en)
- Lady Koi Koi: A Book Report par Suyi Davies Okungbowa (en)
- A Little Seasoning par Neil Williamson

#### 2024
Why Don’t We Just Kill the Kid in the Omelas Hole par Isabel J. Kim (en)
- The Portmeirion Road par Fiona Moore (en)
- Unquiet on the Eastern Front par Wole Talabi (en)
- Intrinsic – Extrinsic – Terrific par Aliya Whiteley (en)